# (9313) Protea
(9313) Protea est un astéroïde de la ceinture principale.

## Description
(9313) Protea est un astéroïde de la ceinture principale. Il fut découvert le 13 février 1988 à La Silla par Eric Walter Elst. Il présente une orbite caractérisée par un demi-grand axe de 2,64 UA, une excentricité de 0,15 et une inclinaison de 13,0° par rapport à l'écliptique.